# Avery (månekrater)
Avery er et lille nedslagskrater på Månen, beliggende på Månens forside nær dens østlige rand. Det er opkaldt efter den amerikanske læge og forsker, nobelprismodtageren Oswald T. Avery (1877-1955).
Navnet blev officielt tildelt af den Internationale Astronomiske Union (IAU) i 1976.  Avery hed "Gilbert U" før det fik nyt navn af IAU.

## Omgivelser
Averykrateret ligger nær den vestlige rand af Mare Smythii. Mod øst ligger Haldanekrateret, og mod sydvest Carrillokrateret. Gilbertkrateret ligger længere væk i retningen vest-sydvest. 

## Karakteristika
Krateret er cirkulært, skålformet og har en lille indre kraterbund.

## Måneatlas
- Billeder af Averykrateret i LPI-måneatlasset